# Eisschnelllauf-Weltcup 2015/16
Der ISU-Eisschnelllauf-Weltcup 2015/16 wurde für Frauen und Männer an sechs Stationen in fünf Ländern ausgetragen. Der Weltcup-Auftakt vom 13. bis 15. November 2015 fand in Calgary und das Weltcupfinale am 11. bis 13. März 2016 in Heerenveen statt.

## Wettbewerbe

### Frauen

#### Weltcup-Übersicht
| Datum                                                                  | Ort            | Disziplin      | Sieger                                                      | Zweiter                                                        | Dritter                                                   |
| ---------------------------------------------------------------------- | -------------- | -------------- | ----------------------------------------------------------- | -------------------------------------------------------------- | --------------------------------------------------------- |
| 13. November 2015                                                      | Calgary        | 500 m          | Lee Sang-hwa                                                | Zhang Hong                                                     | Brittany Bowe                                             |
| 13. November 2015                                                      | Calgary        | 3000 m         | Martina Sáblíková                                           | Irene Schouten                                                 | Natalja Woronina                                          |
| 14. November 2015                                                      | Calgary        | 1000 m         | Heather Richardson WR                                       | Brittany Bowe                                                  | Zhang Hong                                                |
| 14. November 2015                                                      | Calgary        | Teamverfolgung | NiederlandeMarrit Leenstra Antoinette de Jong Marije Joling | JapanAyaka Kikuchi Miho Takagi Misaki Oshigiri                 | RusslandOlga Graf Natalja Woronina Jelisaweta Kaselina    |
| 14. November 2015                                                      | Calgary        | Teamsprint     | JapanErina Kamiya Maki Tsuji Nao Kodaira                    | Volksrepublik ChinaYu Jing Zhang Hong Li Qishi                 | KanadaMarsha Hudey Noémie Fiset Heather McLean            |
| 15. November 2015                                                      | Calgary        | 500 m          | Zhang Hong                                                  | Lee Sang-hwa                                                   | Heather Richardson                                        |
| 15. November 2015                                                      | Calgary        | 1500 m         | Brittany Bowe WR                                            | Heather Richardson                                             | Martina Sáblíková                                         |
| 15. November 2015                                                      | Calgary        | Massenstart    | Kim Bo-Reum                                                 | Irene Schouten                                                 | Ivanie Blondin                                            |
| 20. November 2015                                                      | Salt Lake City | 500 m          | Zhang Hong                                                  | Brittany Bowe                                                  | Heather Richardson                                        |
| 20. November 2015                                                      | Salt Lake City | 5000 m         | Martina Sáblíková                                           | Natalja Woronina                                               | Ivanie Blondin                                            |
| 21. November 2015                                                      | Salt Lake City | 500 m          | Zhang Hong                                                  | Lee Sang-hwa                                                   | Brittany Bowe                                             |
| 21. November 2015                                                      | Salt Lake City | 1500 m         | Heather Richardson                                          | Brittany Bowe                                                  | Martina Sáblíková                                         |
| 22. November 2015                                                      | Salt Lake City | 1000 m         | Brittany Bowe WR                                            | Zhang Hong                                                     | Heather Richardson                                        |
| 22. November 2015                                                      | Salt Lake City | Teamsprint     | Volksrepublik ChinaYu Jing Zhang Hong Li Qishi              | RusslandJekaterina Schichowa Nadeschda Assejewa Olga Fatkulina | JapanErina Kamiya Maki Tsuji Nao Kodaira                  |
| 22. November 2015                                                      | Salt Lake City | Massenstart    | Irene Schouten                                              | Ivanie Blondin                                                 | Misaki Oshigiri                                           |
| 4. Dezember 2015                                                       | Inzell         | 500 m          | Lee Sang-hwa                                                | Brittany Bowe                                                  | Heather Richardson                                        |
| 4. Dezember 2015                                                       | Inzell         | 3000 m         | Martina Sáblíková                                           | Marije Joling                                                  | Olga Graf                                                 |
| 5. Dezember 2015                                                       | Inzell         | 1000 m         | Brittany Bowe                                               | Heather Richardson                                             | Lee Sang-hwa                                              |
| 5. Dezember 2015                                                       | Inzell         | Teamverfolgung | JapanMiho Takagi Nana Takagi Misaki Oshigiri                | NiederlandeMarrit Leenstra Antoinette de Jong Marije Joling    | RusslandNatalja Woronina Olga Graf Jelisaweta Kaselina    |
| 6. Dezember 2015                                                       | Inzell         | 500 m          | Lee Sang-hwa                                                | Heather Richardson                                             | Heather McLean                                            |
| 6. Dezember 2015                                                       | Inzell         | 1500 m         | Brittany Bowe                                               | Heather Richardson                                             | Marrit Leenstra                                           |
| 6. Dezember 2015                                                       | Inzell         | Massenstart    | Irene Schouten                                              | Ivanie Blondin                                                 | Park Do-young                                             |
| 11. Dezember 2015                                                      | Heerenveen     | 500 m          | Lee Sang-hwa                                                | Brittany Bowe                                                  | Heather Richardson                                        |
| 11. Dezember 2015                                                      | Heerenveen     | 3000 m         | Martina Sáblíková                                           | Annouk van der Weijden                                         | Olga Graf                                                 |
| 11. Dezember 2015                                                      | Heerenveen     | Teamsprint     | NiederlandeFloor van den Brandt Janine Smit Margot Boer     | RusslandJekaterina Schichowa Nadeschda Assejewa Olga Fatkulina |                                                           |
| 12. Dezember 2015                                                      | Heerenveen     | 1000 m         | Brittany Bowe                                               | Heather Richardson                                             | Marrit Leenstra                                           |
| 12. Dezember 2015                                                      | Heerenveen     | Teamverfolgung | JapanAyaka Kikuchi Nana Takagi Miho Takagi                  | NiederlandeMarrit Leenstra Antoinette de Jong Linda de Vries   | PolenNatalia Czerwonka Katarzyna Woźniak Luiza Złotkowska |
| 13. Dezember 2015                                                      | Heerenveen     | 500 m          | Yu Jing                                                     | Heather Richardson                                             | Zhang Hong                                                |
| 13. Dezember 2015                                                      | Heerenveen     | 1500 m         | Heather Richardson                                          | Brittany Bowe                                                  | Marrit Leenstra                                           |
| 13. Dezember 2015                                                      | Heerenveen     | Massenstart    | Misaki Oshigiri                                             | Carien Kleibeuker                                              | Ivanie Blondin                                            |
| Mehrkampfeuropameisterschaft in Minsk, 9. und 10. Januar 2016          |                |                |                                                             |                                                                |                                                           |
| 29. Januar 2016                                                        | Stavanger      | 500 m          | Zhang Hong                                                  | Yu Jing                                                        | Jorien ter Mors                                           |
| 29. Januar 2016                                                        | Stavanger      | 1000 m         | Jorien ter Mors                                             | Brittany Bowe                                                  | Marrit Leenstra                                           |
| 30. Januar 2016                                                        | Stavanger      | 500 m          | Yu Jing                                                     | Zhang Hong                                                     | Heather McLean                                            |
| 30. Januar 2016                                                        | Stavanger      | 1500 m         | Martina Sáblíková                                           | Brittany Bowe                                                  | Marrit Leenstra                                           |
| 31. Januar 2016                                                        | Stavanger      | 1000 m         | Brittany Bowe                                               | Marrit Leenstra                                                | Vanessa Bittner                                           |
| 31. Januar 2016                                                        | Stavanger      | 3000 m         | Martina Sáblíková                                           | Ireen Wüst                                                     | Irene Schouten                                            |
| Einzelstreckenweltmeisterschaften in Kolomna, 11. bis 14. Februar 2016 |                |                |                                                             |                                                                |                                                           |
| Sprintweltmeisterschaft in Seoul, 27. und 28. Februar 2016             |                |                |                                                             |                                                                |                                                           |
| Mehrkampfweltmeisterschaft in Berlin, 5. und 6. März 2016              |                |                |                                                             |                                                                |                                                           |
| 11. März 2016                                                          | Heerenveen     | 500 m          | Brittany Bowe                                               | Heather Richardson                                             | Jorien ter Mors                                           |
| 11. März 2016                                                          | Heerenveen     | 3000 m         | Natalja Woronina                                            | Jorien Voorhuis                                                | Olga Graf                                                 |
| 11. März 2016                                                          | Heerenveen     | Teamsprint     | Volksrepublik ChinaYu Jing Zhang Hong Li Qishi              | JapanMaki Tsuji Erina Kamiya Nao Kodaira                       | NiederlandeBo van der Werff Janine Smit Margot Boer       |
| 12. März 2016                                                          | Heerenveen     | 500 m          | Brittany Bowe                                               | Heather Richardson                                             | Heather McLean                                            |
| 12. März 2016                                                          | Heerenveen     | 1500 m         | Brittany Bowe                                               | Heather Richardson                                             | Antoinette de Jong                                        |
| 12. März 2016                                                          | Heerenveen     | Teamverfolgung | JapanMisaki Oshigiri Miho Takagi Nana Takagi                | NiederlandeAntoinette de Jong Marrit Leenstra Ireen Wüst       | PolenLuiza Złotkowska Natalia Czerwonka Katarzyna Woźniak |
| 13. März 2016                                                          | Heerenveen     | 1000 m         | Brittany Bowe                                               | Jorien ter Mors                                                | Heather Richardson                                        |
| 13. März 2016                                                          | Heerenveen     | Massenstart    | Irene Schouten                                              | Ivanie Blondin                                                 | Miho Takagi                                               |

### Grand World Cup
| Rang | Name               | Land                | Punkte |
| ---- | ------------------ | ------------------- | ------ |
| 1    | Brittany Bowe      | Vereinigte Staaten  | 1.660  |
| 2    | Heather Richardson | Vereinigte Staaten  | 1.389  |
| 3    | Martina Sáblíková  | Tschechien          | 1.070  |
| 4    | Irene Schouten     | Niederlande         | 0766   |
| 5    | Marrit Leenstra    | Niederlande         | 0741   |
| 6    | Zhang Hong         | Volksrepublik China | 0571   |
| 7    | Ivanie Blondin     | Kanada              | 0490   |
| 7    | Jorien ter Mors    | Niederlande         | 0487   |
| 9    | Vanessa Bittner    | Österreich          | 0456   |
| 10   | Natalja Woronina   | Russland            | 0450   |

#### 500 Meter
Endstand nach 12 Rennen
| Rang | Name               | Land                | Punkte |
| ---- | ------------------ | ------------------- | ------ |
| 1    | Heather Richardson | Vereinigte Staaten  | 848    |
| 2    | Zhang Hong         | Volksrepublik China | 842    |
| 3    | Brittany Bowe      | Vereinigte Staaten  | 785    |
| 4    | Lee Sang-hwa       | Südkorea            | 680    |
| 5    | Yu Jing            | Volksrepublik China | 579    |
| 6    | Heather McLean     | Kanada              | 567    |
| 7    | Vanessa Bittner    | Österreich          | 514    |
| 8    | Jorien ter Mors    | Niederlande         | 415    |
| 9    | Karolína Erbanová  | Tschechien          | 413    |
| 10   | Olga Fatkulina     | Russland            | 379    |

#### 1000 Meter
Endstand nach 7 Rennen
| Rang | Name               | Land                | Punkte |
| ---- | ------------------ | ------------------- | ------ |
| 1    | Brittany Bowe      | Vereinigte Staaten  | 710    |
| 2    | Heather Richardson | Vereinigte Staaten  | 508    |
| 3    | Marrit Leenstra    | Niederlande         | 465    |
| 4    | Vanessa Bittner    | Österreich          | 381    |
| 5    | Jorien ter Mors    | Niederlande         | 280    |
| 6    | Olga Fatkulina     | Russland            | 257    |
| 7    | Li Qishi           | Volksrepublik China | 251    |
| 8    | Karolína Erbanová  | Tschechien          | 234    |
| 9    | Zhang Hong         | Volksrepublik China | 227    |
| 10   | Miho Takagi        | Japan               | 220    |

#### 1500 Meter
Endstand nach 6 Rennen
| Rang | Name               | Land               | Punkte |
| ---- | ------------------ | ------------------ | ------ |
| 1    | Brittany Bowe      | Vereinigte Staaten | 590    |
| 2    | Heather Richardson | Vereinigte Staaten | 501    |
| 3    | Marrit Leenstra    | Niederlande        | 396    |
| 4    | Martina Sáblíková  | Tschechien         | 350    |
| 5    | Ida Njåtun         | Norwegen           | 329    |
| 6    | Miho Takagi        | Japan              | 242    |
| 7    | Antoinette de Jong | Niederlande        | 230    |
| 8    | Misaki Oshigiri    | Japan              | 214    |
| 9    | Marije Joling      | Niederlande        | 209    |
| 10   | Ayaka Kikuchi      | Japan              | 197    |

#### 3000/5000 Meter
Endstand nach 6 Rennen
| Rang | Name                   | Land        | Punkte |
| ---- | ---------------------- | ----------- | ------ |
| 1    | Martina Sáblíková      | Tschechien  | 500    |
| 2    | Natalja Woronina       | Russland    | 450    |
| 3    | Irene Schouten         | Niederlande | 361    |
| 4    | Olga Graf              | Russland    | 354    |
| 5    | Marije Joling          | Niederlande | 320    |
| 6    | Jorien Voorhuis        | Niederlande | 275    |
| 7    | Claudia Pechstein      | Deutschland | 240    |
| 8    | Annouk van der Weijden | Niederlande | 228    |
| 9    | Ivanie Blondin         | Kanada      | 183    |
| 10   | Misaki Oshigiri        | Japan       | 179    |

#### Massenstart
Endstand nach 5 Rennen
| Rang | Name               | Land                | Punkte |
| ---- | ------------------ | ------------------- | ------ |
| 1    | Irene Schouten     | Niederlande         | 466    |
| 2    | Ivanie Blondin     | Kanada              | 420    |
| 3    | Misaki Oshigiri    | Japan               | 271    |
| 4    | Miho Takagi        | Japan               | 229    |
| 5    | Hao Jiachen        | Volksrepublik China | 203    |
| 6    | Heather Richardson | Vereinigte Staaten  | 183    |
| 7    | Luiza Złotkowska   | Polen               | 165    |
| 8    | Liu Jing           | Volksrepublik China | 161    |
| 9    | Janneke Ensing     | Niederlande         | 157    |
| 10   | Park Do-young      | Südkorea            | 150    |

#### Teamverfolgung
Endstand nach 4 Rennen
| Rang | Land                | Punkte |
| ---- | ------------------- | ------ |
| 1    | Japan               | 420    |
| 2    | Niederlande         | 380    |
| 3    | Russland            | 290    |
| 4    | Polen               | 269    |
| 5    | Kanada              | 155    |
| 6    | Deutschland         | 140    |
| 7    | Volksrepublik China | 115    |
| 8    | Südkorea            | 090    |
| 9    | Tschechien          | 065    |
| 10   | Vereinigte Staaten  | 025    |

#### Teamsprint
Endstand nach 4 Rennen
| Rang | Land                | Punkte |
| ---- | ------------------- | ------ |
| 1    | Volksrepublik China | 330    |
| 2    | Niederlande         | 314    |
| 3    | Japan               | 290    |
| 4    | Russland            | 160    |
| 5    | Kanada              | 130    |
| 6    | Belarus             | 090    |
| 7    | Südkorea            | 045    |
| 8    |                     |        |
| 9    |                     |        |
| 10   |                     |        |

### Männer

#### Weltcup-Übersicht
| Datum                                                                  | Ort            | Disziplin      | Sieger                                                     | Zweiter                                                         | Dritter                                                     |
| ---------------------------------------------------------------------- | -------------- | -------------- | ---------------------------------------------------------- | --------------------------------------------------------------- | ----------------------------------------------------------- |
| 13. November 2015                                                      | Calgary        | 500 m          | Pawel Kulischnikow                                         | Mika Poutala                                                    | William Dutton                                              |
| 13. November 2015                                                      | Calgary        | 5000 m         | Sven Kramer                                                | Jorrit Bergsma                                                  | Ted-Jan Bloemen                                             |
| 14. November 2015                                                      | Calgary        | 1000 m         | Gerben Jorritsma                                           | Pawel Kulischnikow                                              | Kjeld Nuis                                                  |
| 14. November 2015                                                      | Calgary        | Teamverfolgung | KanadaTed-Jan Bloemen Jordan Belchos Benjamin Donnelly     | SüdkoreaLee Seung-hoon Kim Cheol-min Joo Hyong-jun              | ItalienAndrea Giovannini Luca Stefani Fabio Francolini      |
| 14. November 2015                                                      | Calgary        | Teamsprint     | NiederlandeRonald Mulder Kai Verbij Stefan Groothuis       | Vereinigte StaatenMitchell Whitmore Jonathan Garcia Joey Mantia | RusslandRuslan Muraschow Artjom Kusnezow Alexei Jessin      |
| 15. November 2015                                                      | Calgary        | 500 m          | Pawel Kulischnikow WR                                      | William Dutton                                                  | Alex Boisvert-Lacroix                                       |
| 15. November 2015                                                      | Calgary        | 1500 m         | Denis Juskow                                               | Bart Swings                                                     | Joey Mantia                                                 |
| 15. November 2015                                                      | Calgary        | Massenstart    | Bart Swings                                                | Jorrit Bergsma                                                  | Reyon Kay                                                   |
| 20. November 2015                                                      | Salt Lake City | 500 m          | Pawel Kulischnikow WR                                      | Mitchell Whitmore                                               | William Dutton                                              |
| 20. November 2015                                                      | Salt Lake City | 1500 m         | Kjeld Nuis                                                 | Joey Mantia                                                     | Shani Davis                                                 |
| 21. November 2015                                                      | Salt Lake City | 1000 m         | Pawel Kulischnikow                                         | Kjeld Nuis                                                      | Gerben Jorritsma                                            |
| 21. November 2015                                                      | Salt Lake City | 10.000 m       | Ted-Jan Bloemen WR                                         | Sven Kramer                                                     | Jorrit Bergsma                                              |
| 22. November 2015                                                      | Salt Lake City | 500 m          | Pawel Kulischnikow                                         | William Dutton                                                  | Laurent Dubreuil                                            |
| 22. November 2015                                                      | Salt Lake City | Teamsprint     | KanadaWilliam Dutton Alexandre St-Jean Vincent De Haître   | RusslandArtjom Kusnezow Alexei Jessin Kirill Golubev            | NiederlandeStefan Groothuis Hein Otterspeer Kai Verbij      |
| 22. November 2015                                                      | Salt Lake City | Massenstart    | Arjan Stroetinga                                           | Fabio Francolini                                                | Bart Swings                                                 |
| 4. Dezember 2015                                                       | Inzell         | 500 m          | Gilmore Junio                                              | Alexandre St-Jean                                               | Artur Waś                                                   |
| 4. Dezember 2015                                                       | Inzell         | Teamverfolgung | NiederlandeJan Blokhuijsen Douwe de Vries Arjan Stroetinga | NorwegenSverre Lunde Pedersen Håvard Bøkko Sindre Henriksen     | PolenJan Szymański Konrad Niedźwiedzki Zbigniew Bródka      |
| 5. Dezember 2015                                                       | Inzell         | 1000 m         | Kjeld Nuis                                                 | Denis Juskow                                                    | Kai Verbij                                                  |
| 5. Dezember 2015                                                       | Inzell         | 5000 m         | Jorrit Bergsma                                             | Sverre Lunde Pedersen                                           | Arjan Stroetinga                                            |
| 6. Dezember 2015                                                       | Inzell         | 500 m          | Artur Waś                                                  | Alex Boisvert-Lacroix                                           | Kai Verbij                                                  |
| 6. Dezember 2015                                                       | Inzell         | 1500 m         | Denis Juskow                                               | Kjeld Nuis                                                      | Joey Mantia                                                 |
| 6. Dezember 2015                                                       | Inzell         | Massenstart    | Alexis Contin                                              | Jorrit Bergsma                                                  | Fabio Francolini                                            |
| 11. Dezember 2015                                                      | Heerenveen     | 500 m          | Pawel Kulischnikow                                         | Alexei Jessin                                                   | Alex Boisvert-Lacroix                                       |
| 11. Dezember 2015                                                      | Heerenveen     | Teamverfolgung | NiederlandeSven Kramer Jorrit Bergsma Jan Blokhuijsen      | NorwegenSverre Lunde Pedersen Håvard Bøkko Sindre Henriksen     | RusslandDanil Sinitsyn Aleksandr Rumyantsev Sergei Grjaszow |
| 11. Dezember 2015                                                      | Heerenveen     | Teamsprint     | KanadaGilmore Junio Alexandre St-Jean Vincent De Haître    | RusslandRuslan Muraschow Alexei Jessin Kirill Golubev           | NiederlandeJesper Hospes Michel Mulder Stefan Groothuis     |
| 12. Dezember 2015                                                      | Heerenveen     | 1000 m         | Pawel Kulischnikow                                         | Denis Juskow                                                    | Kjeld Nuis                                                  |
| 12. Dezember 2015                                                      | Heerenveen     | 5000 m         | Sven Kramer                                                | Jorrit Bergsma                                                  | Bart Swings                                                 |
| 13. Dezember 2015                                                      | Heerenveen     | 500 m          | Ruslan Muraschow                                           | Alex Boisvert-Lacroix                                           | Espen Aarnes Hvammen                                        |
| 13. Dezember 2015                                                      | Heerenveen     | 1500 m         | Joey Mantia                                                | Denis Juskow                                                    | Kjeld Nuis                                                  |
| 13. Dezember 2015                                                      | Heerenveen     | Massenstart    | Arjan Stroetinga                                           | Fabio Francolini                                                | Lee Seung-hoon                                              |
| Mehrkampfeuropameisterschaft in Minsk, 9. und 10. Januar 2016          |                |                |                                                            |                                                                 |                                                             |
| 29. Januar 2016                                                        | Stavanger      | 500 m          | Pawel Kulischnikow                                         | Ruslan Muraschow                                                | Kai Verbij                                                  |
| 29. Januar 2016                                                        | Stavanger      | 1500 m         | Denis Juskow                                               | Bart Swings                                                     | Kjeld Nuis                                                  |
| 30. Januar 2016                                                        | Stavanger      | 1000 m         | Pawel Kulischnikow                                         | Kjeld Nuis                                                      | Denis Juskow                                                |
| 30. Januar 2016                                                        | Stavanger      | 5000 m         | Sven Kramer                                                | Jorrit Bergsma                                                  | Ted-Jan Bloemen                                             |
| 31. Januar 2016                                                        | Stavanger      | 500 m          | Pawel Kulischnikow                                         | Ruslan Muraschow                                                | Gilmore Junio                                               |
| 31. Januar 2016                                                        | Stavanger      | 1000 m         | Pawel Kulischnikow                                         | Kjeld Nuis                                                      | Thomas Krol                                                 |
| Einzelstreckenweltmeisterschaften in Kolomna, 11. bis 14. Februar 2016 |                |                |                                                            |                                                                 |                                                             |
| Sprintweltmeisterschaft in Seoul, 27. und 28. Februar 2016             |                |                |                                                            |                                                                 |                                                             |
| Mehrkampfweltmeisterschaft in Berlin, 5. und 6. März 2016              |                |                |                                                            |                                                                 |                                                             |
| 11. März 2016                                                          | Heerenveen     | 500 m          | Ruslan Muraschow                                           | Ronald Mulder                                                   | Gilmore Junio                                               |
| 11. März 2016                                                          | Heerenveen     | Teamverfolgung | NiederlandeJan Blokhuijsen Douwe de Vries Arjan Stroetinga | NorwegenHåvard Bøkko Simen Spieler Nilsen Sverre Lunde Pedersen | PolenZbigniew Bródka Konrad Niedźwiedzki Jan Szymański      |
| 12. März 2016                                                          | Heerenveen     | 1000 m         | Kjeld Nuis                                                 | Kai Verbij                                                      | Denis Juskow                                                |
| 12. März 2016                                                          | Heerenveen     | 5000 m         | Sven Kramer                                                | Jorrit Bergsma                                                  | Sverre Lunde Pedersen                                       |
| 12. März 2016                                                          | Heerenveen     | Teamsprint     | NiederlandeRonald Mulder Kai Verbij Stefan Groothuis       | KanadaGilmore Junio Alexandre St-Jean Vincent De Haître         | RusslandRuslan Muraschow Alexei Jessin Kirill Golubew       |
| 13. März 2016                                                          | Heerenveen     | 500 m          | Ronald Mulder                                              | Ruslan Muraschow                                                | Mika Poutala                                                |
| 13. März 2016                                                          | Heerenveen     | 1500 m         | Denis Juskow                                               | Sverre Lunde Pedersen                                           | Bart Swings                                                 |
| 13. März 2016                                                          | Heerenveen     | Massenstart    | Bart Swings                                                | Fabio Francolini                                                | Arjan Stroetinga                                            |

### Grand World Cup
| Rang | Name                  | Land               | Punkte |
| ---- | --------------------- | ------------------ | ------ |
| 1    | Kjeld Nuis            | Niederlande        | 1.076  |
| 2    | Bart Swings           | Belgien            | 1.014  |
| 3    | Pawel Kulischnikow    | Russland           | 0830   |
| 4    | Denis Juskow          | Russland           | 0829   |
| 5    | Jorrit Bergsma        | Niederlande        | 0780   |
| 6    | Sverre Lunde Pedersen | Norwegen           | 0564   |
| 7    | Arjan Stroetinga      | Niederlande        | 0550   |
| 8    | Sven Kramer           | Niederlande        | 0530   |
| 9    | Joey Mantia           | Vereinigte Staaten | 0500   |
| 10   | Kai Verbij            | Niederlande        | 0450   |

#### 500 Meter
Endstand nach 12 Rennen
| Rang | Name                  | Land        | Punkte |
| ---- | --------------------- | ----------- | ------ |
| 1    | Pawel Kulischnikow    | Russland    | 705    |
| 2    | Ruslan Muraschow      | Russland    | 705    |
| 3    | Gilmore Junio         | Kanada      | 637    |
| 4    | Mika Poutala          | Finnland    | 577    |
| 5    | Alex Boisvert-Lacroix | Kanada      | 508    |
| 6    | Artur Waś             | Polen       | 492    |
| 7    | Kai Verbij            | Niederlande | 487    |
| 8    | William Dutton        | Kanada      | 468    |
| 9    | Laurent Dubreuil      | Kanada      | 464    |
| 10   | Ronald Mulder         | Niederlande | 458    |

#### 1000 Meter
Endstand nach 7 Rennen
| Rang | Name               | Land               | Punkte |
| ---- | ------------------ | ------------------ | ------ |
| 1    | Kjeld Nuis         | Niederlande        | 630    |
| 2    | Pawel Kulischnikow | Russland           | 480    |
| 3    | Gerben Jorritsma   | Niederlande        | 396    |
| 4    | Kai Verbij         | Niederlande        | 365    |
| 5    | Denis Juskow       | Russland           | 359    |
| 6    | Joey Mantia        | Vereinigte Staaten | 346    |
| 7    | Alexei Jessin      | Russland           | 298    |
| 8    | Shani Davis        | Vereinigte Staaten | 291    |
| 9    | Vincent De Haître  | Kanada             | 249    |
| 10   | Thomas Krol        | Niederlande        | 238    |

#### 1500 Meter
Endstand nach 6 Rennen
| Rang | Name                  | Land               | Punkte |
| ---- | --------------------- | ------------------ | ------ |
| 1    | Denis Juskow          | Russland           | 530    |
| 2    | Kjeld Nuis            | Niederlande        | 456    |
| 3    | Joey Mantia           | Vereinigte Staaten | 405    |
| 4    | Bart Swings           | Belgien            | 364    |
| 5    | Sverre Lunde Pedersen | Norwegen           | 329    |
| 6    | Håvard Bøkko          | Norwegen           | 264    |
| 7    | Thomas Krol           | Niederlande        | 253    |
| 8    | Shani Davis           | Vereinigte Staaten | 246    |
| 9    | Jan Szymański         | Polen              | 209    |
| 10   | Konrad Niedźwiedzki   | Polen              | 185    |

#### 5000/10.000 Meter
Endstand nach 6 Rennen
| Rang | Name                  | Land        | Punkte |
| ---- | --------------------- | ----------- | ------ |
| 1    | Sven Kramer           | Niederlande | 530    |
| 2    | Jorrit Bergsma        | Niederlande | 530    |
| 3    | Sverre Lunde Pedersen | Norwegen    | 369    |
| 4    | Ted-Jan Bloemen       | Kanada      | 330    |
| 5    | Patrick Beckert       | Deutschland | 273    |
| 6    | Bart Swings           | Belgien     | 260    |
| 7    | Douwe de Vries        | Niederlande | 226    |
| 8    | Arjan Stroetinga      | Niederlande | 215    |
| 9    | Erik Jan Kooiman      | Niederlande | 200    |
| 10   | Andrea Giovannini     | Italien     | 160    |

#### Massenstart
Endstand nach 5 Rennen
| Rang | Name              | Land        | Punkte |
| ---- | ----------------- | ----------- | ------ |
| 1    | Arjan Stroetinga  | Niederlande | 404    |
| 2    | Bart Swings       | Belgien     | 380    |
| 3    | Fabio Francolini  | Italien     | 378    |
| 4    | Jorrit Bergsma    | Niederlande | 326    |
| 5    | Alexis Contin     | Frankreich  | 242    |
| 6    | Andrea Giovannini | Italien     | 158    |
| 7    | Jordan Belchos    | Kanada      | 147    |
| 8    | Reyon Kay         | Neuseeland  | 144    |
| 9    | Lee Seung-hoon    | Südkorea    | 123    |
| 10   | Robert Watson     | Kanada      | 123    |

#### Teamverfolgung
Endstand nach 4 Rennen
| Rang | Land               | Punkte |
| ---- | ------------------ | ------ |
| 1    | Niederlande        | 350    |
| 2    | Norwegen           | 280    |
| 3    | Polen              | 279    |
| 4    | Italien            | 260    |
| 5    | Südkorea           | 200    |
| 6    | Russland           | 150    |
| 7    | Kanada             | 135    |
| 8    | Japan              | 120    |
| 9    | Deutschland        | 110    |
| 10   | Vereinigte Staaten | 105    |

#### Teamsprint
Endstand nach 4 Rennen
| Rang | Land                | Punkte |
| ---- | ------------------- | ------ |
| 1    | Niederlande         | 390    |
| 2    | Russland            | 334    |
| 3    | Kanada              | 320    |
| 4    | Polen               | 225    |
| 5    | Vereinigte Staaten  | 125    |
| 6    | Volksrepublik China | 120    |
| 7    | Japan               | 060    |
| 8    | Deutschland         | 050    |
| 9    | Kasachstan          | 050    |
| 10   | Südkorea            | 045    |